# Paul Keating (attore)
Paul Keating (Londra, 11 marzo 1976) è un attore inglese.
Ha recitato in numerosi musical e opere di prosa del West End, tra cui Lost in Yonkers (Londra, 1992), Assassins (Londra, 1997), Tommy (Londra, 1997; candidato al Laurence Olivier Award al miglior attore in un musical), La Cava (Londra, 2000), Closer to Heaven (Londra, 2001), The Full Monty (Londra, 2002), A Little Night Music (Chicago, 2003), La piccola bottega degli orrori (Londra, 2007), The Wizard of Oz (Londra, 2011) e Kenny Morgan (Londra, 2016).

## Filmografia

### Cinema
- Killer per caso, tuffatore per scelta di John Henderson (1998)

### Televisione
- Metrosexuality - serie TV, 1 episodio (1999)
- Casualty - serie TV, 1 episodio (2003)
- EastEnders - serie TV, 10 episodi (2009)
- Holby City - serie TV, 2 episodi (2014)
- Against the Law - film TV (2017)

## Doppiatori italiani
Nelle versioni in italiano delle opere in cui ha recitato, Paul Keating è stato doppiato da:
- Daniele Raffaeli in Humans